# C (слово латинице)
C (це) је треће слово енглеског алфабета, означава безвучни дентални африкатни сугласник у фонетици српског језика, као и већем броју других језика, у математици означава римски број 100, ознака за брзину светлости. (лат. celeritas - брзина), ознака за угљеник, ознака за ауторска права (енгл. copyright).

## Историја
Слово C је почело као феничко Gimel, да би се кроз векове развило у C какво данас познајемо.
| Хебрејско Gimel | Феничко Gimel | Грчко Gamma | Прото семитско C | Етрушћанско C | Римско C |
| --------------- | ------------- | ----------- | ---------------- | ------------- | -------- |
| Хебрејско Gimel | Феничко Gimel | Грчко Gamma | Грчко beta       | Етрушћанско C | Римско C |

| Рано Грчко Gamma | Рано Грчко Gamma | Готичко и Римско C | Сигнално наутичко C - ICS Charlie | Брајева абецеда C | Абецеда глувонемих C |
| ---------------- | ---------------- | ------------------ | --------------------------------- | ----------------- | -------------------- |
| Рано Грчко Gamma | Рано Грчко Gamma | Готичко и Римско C | Сигнално наутичко C               | Брајева абецеда C | Абецеда глувонемих C |